# Ivana Knöll
Ivana Mirjana Knöll (pronunciación en croata: /ǐʋana kñɕll/; nació el 16 de septiembre de 1992) es una modelo croata. Se hizo conocida en el Mundial de Fútbol 2022 en Catar donde fue apodada como «La novia del Mundial», así como en su momento lo fue Larissa Riquelme.
Aunque se le conoce como 'Miss Croacia' no participó en el concurso.

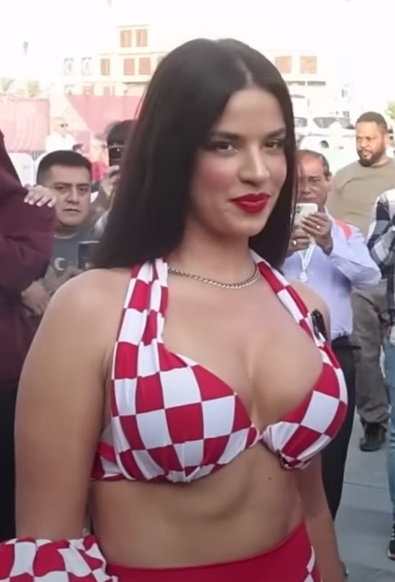
Knöll en el programa "Shoot for Love".